# Silická Brezová
Silická Brezová, ungarisch Borzova (slowakisch 1927–1948 „Borzová“ – bis 1927 auch „Boršová“; ungarisch auch Szádvárborsa) ist eine Gemeinde im Osten der Slowakei mit 130 Einwohnern (Stand 31. Dezember 2024), die zum Okres Rožňava, einem Teil des Košický kraj, gehört und in der traditionellen Landschaft Gemer liegt.

## Geographie
Die Gemeinde befindet sich am Hochplateau Silická planina im Slowakischen Karst, nahe der Staatsgrenze zu Ungarn. Das hügellandartige Gemeindegebiet ist durch Karsterscheinungen wie Schluchten, Höhlen, Ponore und Karstquellen geprägt. Das Ortszentrum liegt auf einer Höhe von 429 m n.m. und ist 25 Kilometer von Rožňava entfernt.
Die Nachbargemeinden sind Slavec im Norden, Silica im Nordosten, Aggtelek (H) im Osten, Kečovo im Süden, über ein Viereck Dlhá Ves im Südwesten und Plešivec im Westen.

## Geschichte

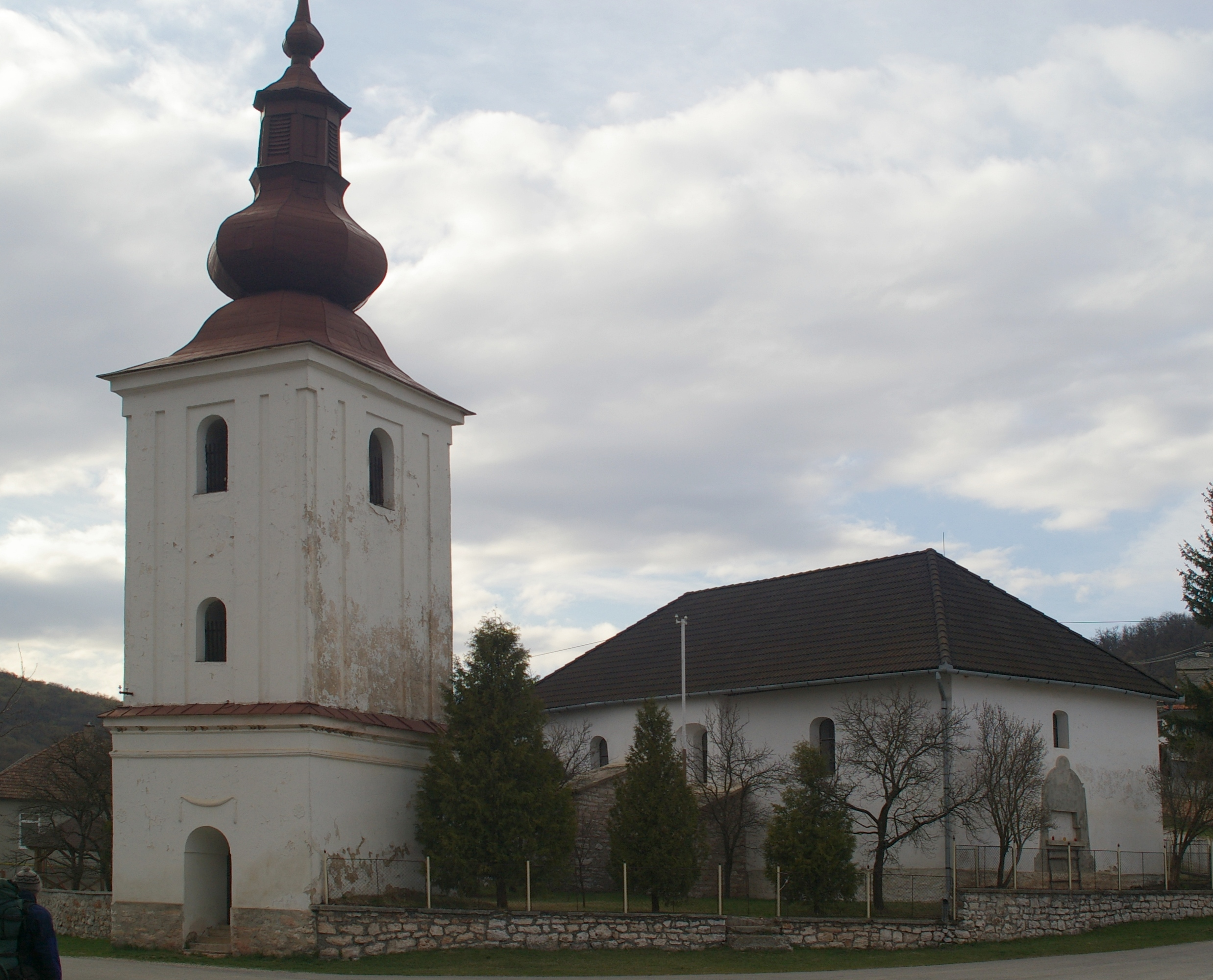
Kirche in Silická Brezová

Das Gemeindegebiet von Silická Brezová wurde in der Jungsteinzeit besiedelt, mit Funden einer Siedlung der Bükker Kultur sowie einer Grabstätte der Urnenfelderkultur aus der Hallstattzeit.
Der Ort wurde zum ersten Mal 1399 als Borzua schriftlich erwähnt und war damals Besitz von István Szilonnai. Im Jahr 1427 gab es 18 Porta im Besitz des Geschlechts Bebek, vom 17. bis zum 19. Jahrhundert besaßen die Geschlechter Andrássy und Esterházy die Ortsgüter. 1828 zählte man 75 Häuser und 619 Einwohner, die als Landwirte und Viehhalter beschäftigt waren.
Bis 1918/1919 gehörte der im Komitat Gemer und Kleinhont (bis 1881 Komitat Tornau) liegende Ort zum Königreich Ungarn und kam danach zur Tschechoslowakei beziehungsweise heute Slowakei. 1938 bis 1944 war er auf Grund des Ersten Wiener Schiedsspruchs noch einmal Teil Ungarns. Bis heute wird beim Ort ein dekorativer und farbiger Kalkstein gefördert. Dieses obertriassische Gestein vom Typ Hallstätter Kalk ist meist von rosenroter Farbe.

## Bevölkerung
| Jahr                | 1994 | 2004    | 2014     | 2024     |
| ------------------- | ---- | ------- | -------- | -------- |
| Anzahl der Personen | 210  | 193     | 159      | 130      |
| Unterschied         |      | −8,09 % | −17,61 % | −18,23 % |

| Jahr                | 2023 | 2024 |
| ------------------- | ---- | ---- |
| Anzahl der Personen | 130  | 130  |
| Unterschied         |      | +0 % |

Nach der Volkszählung 2011 wohnten in Silická Brezová 171 Einwohner, davon 128 Magyaren, 41 Slowaken und zwei Tschechen.
103 Einwohner bekannten sich zur reformierten Kirche, sieben Einwohner zur Evangelischen Kirche A. B., jeweils sechs Einwohner zur evangelisch-methodistischen Kirche und zur römisch-katholischen Kirche, vier Einwohner zu den Zeugen Jehovas und ein Einwohner zur griechisch-katholischen Kirche. 43 Einwohner waren konfessionslos und bei einem Einwohner wurde die Konfession nicht ermittelt.

## Baudenkmäler
- reformierte (calvinistische) Kirche aus dem 16. Jahrhundert[7]